# Розтин покаже
Розтин покаже — український серіал 2019 року від каналу ICTV. Уперше вийшов 14 січня 2019 року.
Повторні покази другого сезону з повним українським дубляжем транслюються на телеканалі «ICTV2», однак перший сезон був заборонений до показу з участю російських акторів, які виступають за повномасштабну війну Росії проти України.

## Сюжет
Серіал про будні й виклики судмедекспертів. Для судово-медичного експерта набагато легше мати справу з мертвими, ніж із живими. Він завжди намагається знайти правду, навіть якщо слідство вже відмовилося від справи. Якщо є труп, то його дослідження точно розкриє деталі справи.

## У ролях
- Катерина Малікова (1 сезон)
- Ольга Гришина (2—4 сезони)
- Артемій Єгоров[1]
- Олександр Кобзар
- Тарас Цимбалюк
- Ігор Портянко
- Сергій Сипливий
- Сергій Деньга
- Михайло Досенко
- Олександр Крижанівський
- Людмила Загорська
- Валерія Товстолєс
- Ольга Атанасова
- Ярослав Шахторін

## Трансляція в Україні
| Сезон | Прем'єра             | Канал               | Прим. |
| ----- | -------------------- | ------------------- | ----- |
| 1     | 14 січня 2019 року   | ICTV                | [ 4 ] |
| 2     | 6 лютого 2021 року   | ICTV                | [ 5 ] |
| 3     | 27 лютого 2024 року  | ICTV2               | [ 6 ] |
| 4     | 10 березня 2025 року | ICTV2               | [ 7 ] |
| 5     | Визначиться пізніше  | Визначиться пізніше | [ 8 ] |

## Український дубляж
Українською мовою 2 сезон серіалу дубльований студією «Starlight Production» на замовлення телеканалу «ICTV» у 2023 році.
Ролі дублювали: Євген Малуха, Максим Кондратюк, Олег Лепенець, Михайло Войчук, Михайло Кришталь, Юрій Кудрявець, Андрій Твердак, Сергій Солопай, Матвій Ніколаєв, Дмитро Гаврилов, Роман Чорний, Андрій Альохін, Олександр Погребняк, Андрій Соболєв, Артемій Єгоров, Олександр Солодкий, В'ячеслав Скорик, Наталя Задніпровська, Олена Узлюк, Наталя Романько-Кисельова, Катерина Брайковська, Аліна Проценко, Катерина Буцька, Аліса Гур'єва, Оксана Гринько та інші.